# Clément Adrien Vincendon-Dumoulin

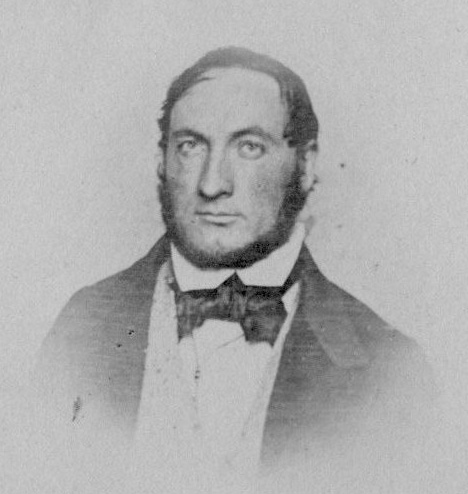
Clément Adrien Vincendon-Dumoulin

Clément Adrien Vincendon-Dumoulin (* 4. März 1811 in Chatte, Frankreich; †  12. Mai 1858 in Chevrières, Frankreich) war ein französischer Hydrograph. Unter anderem nahm er an der Dumont d’Urville-Expedition in die Antarktis teil, bei der er erstmals die magnetische Inklination berechnete und so die Lokalisierung des magnetischen Südpols ermöglichte. Weiterhin zeichnete er die erste Karte der Terre Adélie.

## Biografie

### Ausbildung
Ursprünglich aus der Dauphiné stammend, trat Vincendon-Dumoulin 1831 in die École polytechnique ein und schloss sein Studium als 33. von 113 ab. Dies ermöglichte ihm am 6. Oktober 1833 die Aufnahme in das Korps der Hydrographeningenieure der französischen Marine.
Von 1834 bis 1836 wechselten sich Einsätze auf See mit Aufenthalten in Paris ab. Zu dieser Zeit wurde er mit der hydrographischen Vermessung der Westküste Frankreichs unter der Leitung von Charles-François Beautemps-Beaupré beauftragt.

### Auf derL’Astrolabemit Dumont d’Urville (1837–1840)

Reiseroute der Expedition 1837–1840

Im Jahr 1837 wurde er auf Vorschlag von Admiral Ferdinand Alphonse Hamelin, der ihn d’Urville als „einen weisen und fleißigen Mann, der gute Arbeit für uns leisten wird“ vorstellte, als Hydrograph der Expedition d’Urvilles zugeteilt. D’Urville bereitete sich mit den beiden Schiffen L’Astrolabe und La Zélée auf die dritte französische Expedition nach Neuseeland und in die Antarktis vor, die von Juli 1837 bis November 1840 andauerte.
Die Hauptaufgabe der Reise bestand in der Entdeckung und Kartierung von unbekannten oder wenig bekannten Küsten. Vincendon-Dumoulin kam dabei die Aufgabe zu, bei jedem Zwischenstopp die geografische Position an Land zu bestimmen, den Längengrad zu berechnen und bemerkenswerte Punkte zu beschreiben.
Während dieser Tätigkeiten sah sich Vincendon-Dumoulin mit den spezifischen Problemen von Entdeckungsreisen konfrontiert: dem Kartographieren einer Küste, ohne zuvor Punkte festgelegt zu haben und ohne dort an Land gehen zu können, also quasi dem Erstellen von Karten unter Segeln. Hierfür griff er auf das von Charles-François Beautemps-Beaupré entwickelte Verfahren zurück, das er hierfür auch weiterentwickelte. Seine Methode zur Vermessung unter Segeln wurde im der Hydrographie gewidmeten ersten Band des umfangreichen Expeditionsberichts anschaulich erläutert und durch die präzise Kartographie konkretisiert, ist heute allerdings durch moderne Technologie überholt.
Dumont d’Urville zeigte seine große Zufriedenheit mit der Arbeit Vincendon-Dumoulins, indem er fünf Felseninseln an der Küste des während der Expedition entdeckten Adélie-Land „Dumoulin-Inseln“ (Breitengrad: -63,4833 Längengrad: -59,7667) benannte. Zu dieser Gruppe zählt auch der sog. Rocher du Débarquement, die Insel, auf der die Expedition zur Inbesitznahme von Adelie-Land für Frankreich an Land ging.
Eine weitere Inselgruppe der Antarktis, südlich von Chile, wurde ebenfalls von Dumont d’Urville Dumoulin Rocks (63° 29′ S, 59° 46′ W) genannt.
Weiterhin erwähnte Dumont d’Urville Vincendon-Dumoulin im ersten Band der Expeditionsaufzeichnungen lobend und schrieb in Bezug auf die Ernennung des Hydrographen: „Der Zufall hat alle meine Hoffnungen übertroffen.“
Vincendon-Dumoulins Professionalität wurde auch von Jules Verne gewürdigt, der die Figur des Kapitän Nemo im Kapitel XX des Romans 20.000 Meilen unter dem Meer sagen lässt: „Die hervorragenden Karten der Torres-Straße, die vom hydrographischen Ingenieur Vincendon-Dumoulin vermessen und erstellt wurden.“

### Niederschrift des Reiseberichts (1841–1847)
Nach seiner Rückkehr von der Expedition nach Frankreich am 6. November 1840 verpflichtete sich Vincendon-Dumoulin, die während der Expedition erstellten Karten zu überarbeiten und zu vervollständigen. Aus diesem Werk entstand ein Satz von 57 Karten, die 1847 fertiggestellt wurden und zu denen in der Folge noch zehn Karten hinzugefügt wurden, die in der Illustrationssammlung veröffentlicht wurden, die den Titel „Atlas Picturesque“ trug. Gleichzeitig arbeitete er mit Dumont d’Urville und seinen Mitarbeitern an der Veröffentlichung von Voyage au Pôle Sud et dans l’Océanie, ein Werk, das nach Fachgebieten aufgeteilt war: Vincendon-Dumoulin kümmerte sich um die Bände über Physik und Hydrographie. Charles-François Beautemps-Beaupré war der Berichterstatter der hydrographischen Arbeit während der Sitzung am 2. November 1841 an der Akademie der Wissenschaften. Er lobte die von seinem ehemaligen Schüler erstellten Karten und die von ihm perfektionierten Methoden der Vermessung unter Segeln.
Die ersten drei Bände der von Dumont d’Urville verfassten Reisegeschichte sowie der von Vincendon-Dumoulin erstellte erste Band über Hydrographie waren gerade veröffentlicht worden, als Dumont d’Urville 1842 durch einen Unfall ums Leben kam.
Vincendon-Dumoulin wurde in der Folge beauftragt, die Trauerfeier zu leiten und im Namen aller Expeditionsteilnehmer die Trauerrede zu halten. Er übernahm auch  die Verantwortung, anstelle des Verstorbenen, das Verfassen und die Veröffentlichung der verbleibenden Bände von Voyage au Pôle Sud et dans l’Océanie über die Geschichte der Reise fortzusetzen. Kapitän Charles Hector Jacquinot, der frühere Kommandant der Zélée, übernahm zwar die Leitung der Herausgabe des Werkes, doch der Dreh- und Angelpunkt war Vincendon-Dumoulin, zu dem bald César Desgraz, der Sekretär der L’Astrolabe, hinzukam. Der Beitrag des Letzteren ist für die Entschlüsselung der von Dumont d’Urville hinterlassenen Manuskripte wertvoll, da sie heute unleserlich sind und bereits damals einige Probleme der Lesbarkeit aufgeworfen hatten. Gemeinsam mit Desgraz konnte Vincendon-Dumoulin die Niederschrift der „Reise zum Südpol und in Ozeanien“ inklusive des zweiten Bandes über die „Hydrographie“ und auch die Gravur der Karten für den Atlas bis 1847 abschließen. Die Veröffentlichung verzögerte sich allerdings bis 1851.

### Weitere hydrografische Forschungsreisen (1848–1855)
Wieder verfügbar, wurde Vincendon-Dumoulin mit Beschluss vom 27. Dezember 1847 für eine kurze Mission in die Niederlande kommandiert. Niederländische Hydrographen hatten zu dieser Zeit zahlreiche Karten von Guyana, Jütland und der Nordsee erstellt. Weiterhin verfügten sie auch über Karten des großen Archipels Asiens (heute Indonesien), die bis dahin unveröffentlicht geblieben waren, um ausländische Marinen von Niederländisch-Indien abzulenken. Der Direktor des Marinedepots in Den Haag, Herr de Tindal, bot nun der französischen Marine die Möglichkeit, dieses Material zu nutzen. Vincendon-Dumoulin prüfte die Dokumente, fertigte vor Ort Kopien der Manuskripte an und kaufte gedruckte Karten. Es kann davon ausgegangen werden, dass er im Gegenzug auch niederländischen Hydrographen Zugang zu französischem Kartenmaterial gestattete, sodass auch die Niederländer von Dumoulins Wissen über die von ihm kartografierten Regionen profitierten.
Bei seiner Rückkehr nach Frankreich in den ersten Märztagen 1848 stellte er tiefgreifende Veränderungen fest. Die Zweite Republik war gerade ausgerufen worden und sein Vater starb am 29. Januar 1849. Vincendon-Dumoulin ließ sich daraufhin in der von seinem Vater ererbten Residenz in der Dauphiné, in der Nähe des Dorfes Chevrières, nieder. 
In den folgenden Jahren widmete sich Vincendon-Dumoulin verschiedenen Projekten, wie etwa der Erstellung einer Portolankarte mit den Plänen der Häfen und Ankerplätze rund um den Globus. Laut des Autors bestand sein Zweck darin, „die vielen gedruckten oder handschriftlichen Dokumente über die Häfen, über die die Hydrographie derzeit verfügt, in einem einheitlichen Format zu reproduzieren.“ Sie Ziel war es, die Pläne aller bekannten Liegeplätze der Welt in einem einzigen Werk zusammenzuführen und dies zu einem relativ niedrigen Preis und mit geringem Platzbedarf, um das Werk auch an Deck eines Schiffes für den Kapitäns zum Zeitpunkt der Landung in einem Hafen bereitzuhalten.
1852 erschienen zwei dem Atlantik gewidmete Bände, und das Experiment endete damit, wobei der  Nutzen des Dokuments bis heute anerkannt und Hafenpläne Bestandteil moderner Seebücher sind.
Im gleich Jahr war Vincendon-Dumoulin für drei Jahre mit hydrografischen Vermessungskampagnen an der Nordküste Marokkos (Karte Nr. 1711), der Südküste Spaniens und der Meerenge von Gibraltar (Karte ab Nr. 1809) tätig. Dieser Vermessung gingen umfangreiche geodätische Arbeiten voraus, die es ermöglichten, die beiden Küsten in derselben Triangulation zu verbinden, deren Basis an einem Strand in der Nähe von Gibraltar mit größter Genauigkeit vermessen wurde. Ergänzt wurden die Sondierungen durch Beobachtungen von Strömungen, Windmustern und Meteorologie. Die an den spanischen Küsten systematisch durchgeführte Untersuchung der Gezeiten wurde auf marokkanischer Seite eher zusammenfassend angegangen. Diese Studie, konfrontiert mit der Beobachtung von Oberflächenströmungen, ermöglichte die Erkenntnis, dass sich das westliche Becken des Mittelmeers wie eine geschlossene Bucht verhielt. Als die Kampagne im November 1855 endete, konnte die Straße von Gibraltar als weitgehend erforscht gelten und die hierbei erstellten Karten blieben bis 1986 in Gebrauch.

### Lebensende

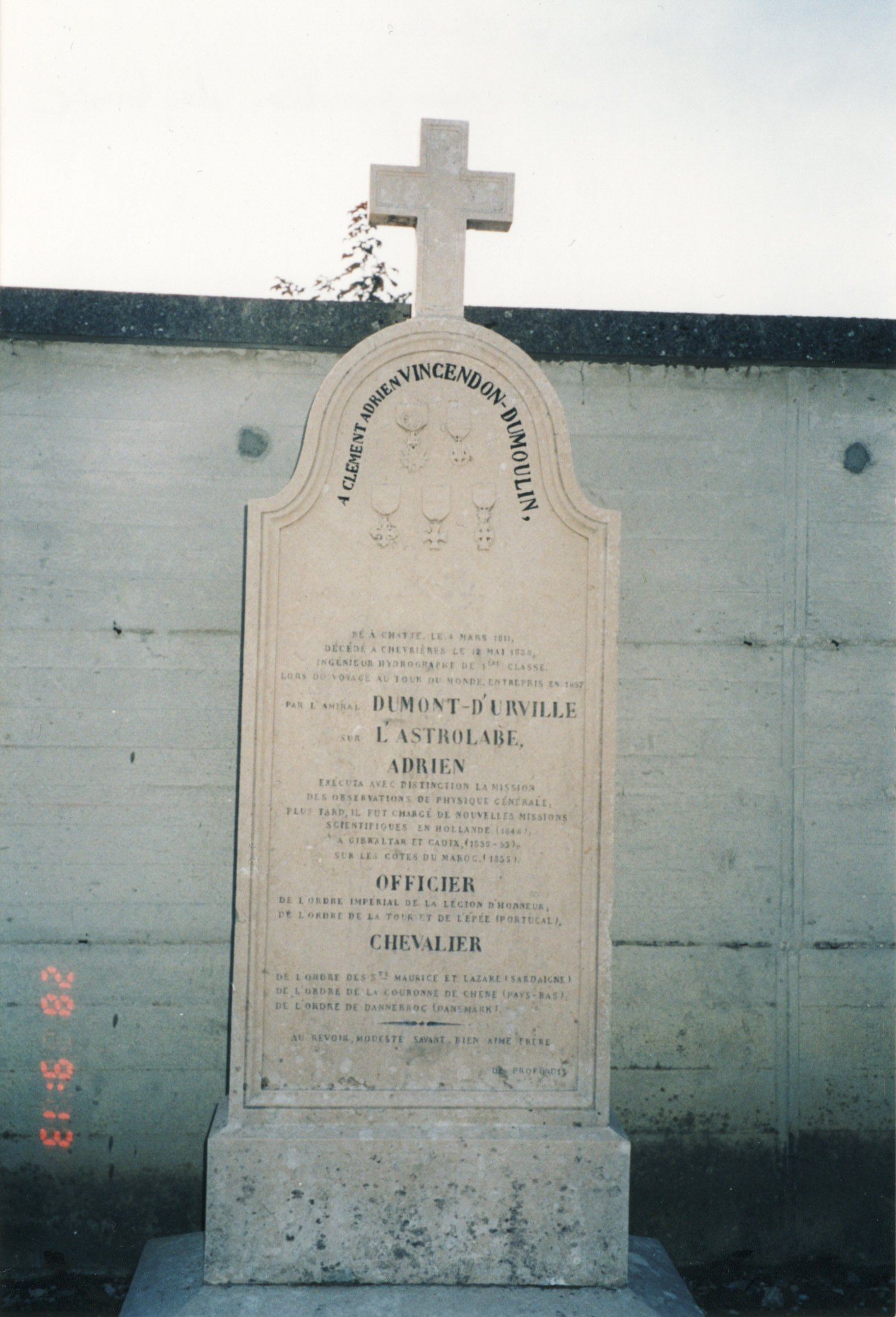
Clément Adrien Vincendon-Dumoulins Grabmal in Chatte.

In der Folge verschlechterte sich allerdings Vincendon-Dumoulins Gesundheitszustand, der seit der Reise mit Dumont d’Urville bereits angegriffen war. In den folgenden zwei Jahren arbeitete er mit Philippe de Kerhallet an den Karten und Aufzeichnungen der letzten Mission in Gibraltar und Marokko. Seine schwache Gesundheit holte ihn schließlich ein und er starb am 12. Mai 1858 im Alter von 47 Jahren.

## Auszeichnungen
- Offizier der Ehrenlegion (Frankreich)
- Offizier des Turm- und Schwertordens (Portugal)
- Ritter des Ordens der Heiligen Mauritius und Lazarus (Königreich Sardinien)
- Ritter des Ordens der Eichenkrone (Luxemburg)
- Ritter des Dannebrogordens (Dänemark)

## Weitere Literatur
- Voyage au pôle Sud et dans l’Océanie sur les corvettes l’Astrolabe et la Zélée 1837–1840. 23 Bde. Text und 6 Abt. Atlas. Paris. 1841–1854.

| Personendaten    | Personendaten                                    |
| ---------------- | ------------------------------------------------ |
| NAME             | Vincendon-Dumoulin, Clément Adrien               |
| KURZBESCHREIBUNG | französischer Hydrograph und Forschungsreisender |
| GEBURTSDATUM     | 4. März 1811                                     |
| GEBURTSORT       | Chatte, Frankreich                               |
| STERBEDATUM      | 12. Mai 1858                                     |
| STERBEORT        | Chevrières (Isère), Frankreich                   |